# Kintsugi
Kintsugi (jap. 金継ぎ; dosł. łączenie złotem), kintsukuroi, kinzukuroi (jap. 金繕い; dosł. naprawianie złotem) także yobitsugi, gdy podobnie ukształtowany, ale niepasujący fragment jest używany do zastąpienia brakującego elementu z oryginalnego naczynia, tworząc efekt patchworku − japońska technika i sztuka naprawy potłuczonych lub wyszczerbionych wyrobów ceramicznych, polegająca na łączeniu elementów wyrobu laką z dodatkiem sproszkowanych metali szlachetnych, takich jak: złoto, srebro lub platyna (rzadziej dodawane były również miedź i brąz). Obecnie zamiast laki stosuje się czasami kleje syntetyczne (tzw. „modern kintsugi”), które w przeciwieństwie do tradycyjnie używanej laki nie pozwalają na bezpieczny kontakt naprawionego naczynia z żywnością.

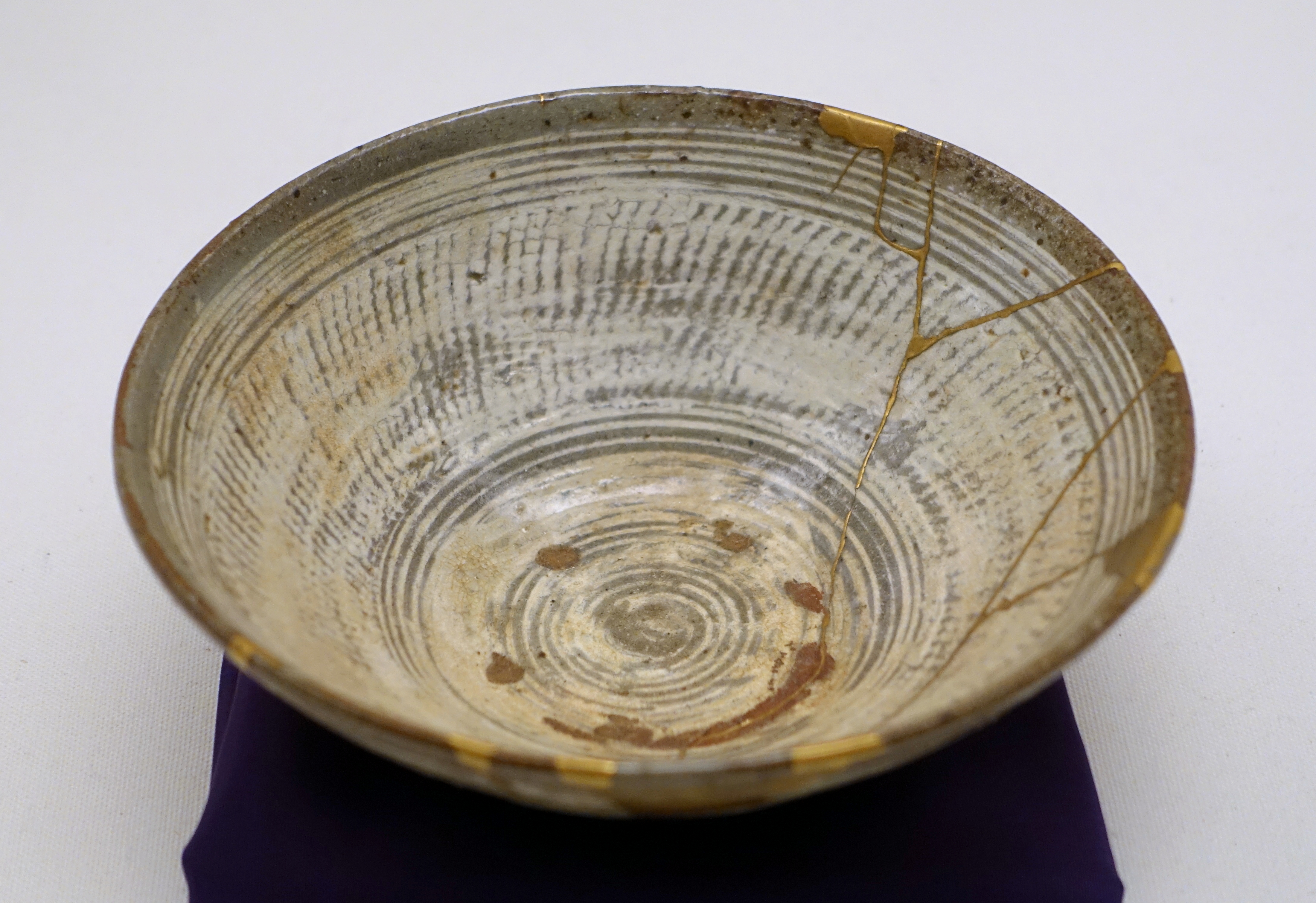
Koreańska miseczka do herbaty naprawiona techniką kintsugi (XVI w.)

Efektem końcowym jest odtworzenie zniszczonego przedmiotu i dodatkowe ozdobienie go żyłami szlachetnych metali. Technika kintsugi jest pracochłonna, dlatego też naprawie poddawane są zazwyczaj przedmioty szczególnie ważne lub lubiane przez użytkownika. Ponadto tradycyjnie przypisuje się tak naprawionemu przedmiotowi większą wartość artystyczną, niż posiadał przed zniszczeniem.

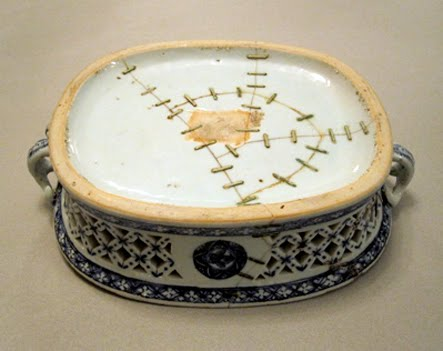
Chiński, siatkowy koszyk ceramiczny, naprawiony metalowymi zaciskami

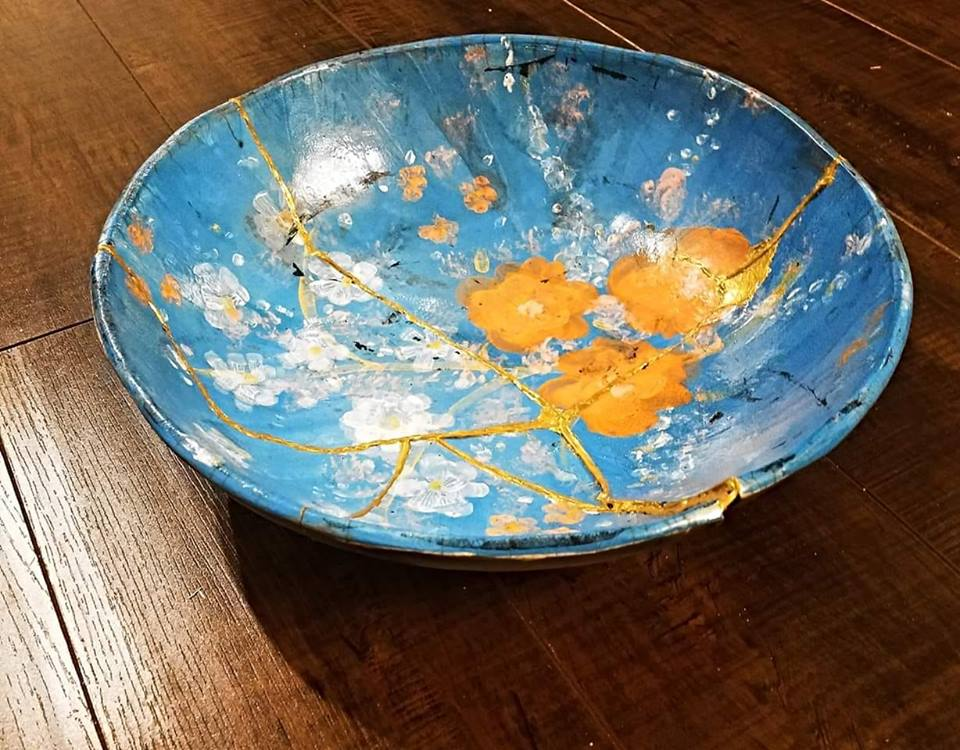
Ręcznie malowana miska ceramiczna

Początki stosowania kintsugi sięgają XV wieku, gdy siogun Yoshimasa Ashikaga (1435–1490) stłukł swoją ulubioną chińską miseczkę do herbaty. Gdy miseczka wróciła z naprawy w Chinach skręcona metalowymi obejmami, postanowił zlecić japońskim rzemieślnikom rozwijanie technik naprawy zniszczonej ceramiki, by wyglądała równie dobrze jak przed zniszczeniem. 
W pewnym okresie częste było tłuczenie wartościowej ceramiki, aby naprawiać ją techniką kintsugi. Ceramika naprawiana techniką kintsukuroi zajmuje szczególne miejsce w japońskim ceremoniale picia herbaty i ma szczególne znaczenie w czasie herbacianych ceremonii przeprowadzanych późną jesienią.